# Juan José Mencía
Juan José Mencía Angulo, más conocido como Mencía,  Caballero de la Orden Civil de la Beneficencia, fue un jugador internacional de fútbol español. Jugaba como defensa y desarrolló casi toda su carrera en el Atlético de Madrid, club en el que jugó diez temporadas. 

## Biografía
Nació en Sestao (Vizcaya) el 5 de marzo de 1923, y tras retirarse del fútbol trabajó como funcionario de Hacienda. Falleció en Bilbao el 20 de mayo de 2012.

## Trayectoria
Mencía jugó en categorías inferiores en su localidad natal, Sestao, en el "Siempre Adelante", de donde pasó en 1942 al Barakaldo. Tras dos temporadas, ficha por el Atlético de Madrid, club en el que permanecerá diez temporadas, hasta su retirada en 1954. Con el conjunto madrileño ganó tres títulos (dos Ligas y una Copa Eva Duarte).
Al retirarse, y después de disputar con el Atlético 149 partidos oficiales (129 de Liga y 20 de Copa) en los que marcó dos goles, ⁣ el club le tributó un partido homenaje, el 24 de abril de 1956 ante el equipo inglés del Newcastle. El Atlético venció 4-1 y Mencía donó la recaudación del partido al Asilo de Ancianos de Rebonza y a la construcción de una Guardería en Rebonza (la cual lleva su nombre), ambos en su localidad natal.

### Selección nacional
En 1951 Mencía jugó su único partido con la Selección española. Fue en el amistoso que enfrentó a España y Suiza en Madrid el 18 de febrero de aquel año y que España ganó por seis goles a tres.

## Palmarés, distinciones y condecoraciones
- 2 Ligas de España: Atlético de Madrid, 1949/50 y 1950/51.
- 1 Copa Eva Duarte: Atlético de Madrid, 1951.
- Ilustrísimo Señor, Caballero de la Orden Civil de la Beneficencia.
- Nomenclatura de la Guardería de Rebonza, Sestao, (Guardería BBK-Juan José Mencía).